# Церква Святої Клари (Стокгольм)
Церква Святої Клари (швед. Klara kyrka) — парафіяльна лютеранська церква XVI століття у центральній частині Стокгольма. Розташована у районі Норрмальм, неподалік від центрального залізничного вокзалу.

## Історія
Перша церква святої Клари з'явилася на цьому місці вже наприкінці XIII століття, коли король Магнус Ладулос заснував тут жіночий монастир. Церкву було освячено на честь святої Клари Ассізької, засновниці ордена кларисинок. Монастир був знесений в 1527 році за наказом шведського короля Густава Вази. Від нього збереглися тільки двері вівтаря.
Друга церква святої Клари зводилася за рішенням короля Юхана III в 1572—1590 роках голландським архітектором Хендріком ван Хувеном. Будівля серйозно постраждала під час пожежі 1751 року — вигоріли всі інтер'єри, обрушилася західна вежа. Проте вже через рік почалося відновлення церкви під керівництвом шведського архітектора Карла Хорлемана. Фасад церкви і нова вежа отримали свій сучасний вигляд після реконструкції 1884—1886 років. Історична забудова району Норрмальм була зруйнована в середині XX століття в ході масштабної реконструкції центру Стокгольма. Зараз древня церква самотньо стоїть в оточенні сучасних будинків.

## Архітектура
Будучи побудованою «у два прийоми», церква святої Клари поєднує в своїй зовнішності риси двох архітектурних стилів — бароко і неоготики. Об'єм церкви однонавовий, з трансептом. Будівлю споруджено з червоної цегли, що є традиційним для архітектури Північної Європи. Фасади і вежа прикрашені чорними горизонтальними смужками.
Інтер'єр церкви витриманий в біло-золотих тонах, вирізняючись урочистістю і пишнотою оздоблення. Вівтар 1766 року обрамлений двома різьбленими уклінний фігурами ангелів. Склепіння церкви розписані на початку XX століття Оле Йортсбергом. Привертають увагу також великі  позолочені  люстри та вітражі.
Кладовище церкви Святої Клари збереглося з XVII століття, тут поховані поет і музикант Карл-Мікаель Бельман, письменниця Анна Марія Леннґрен, інші відомі шведські діячі мистецтв і політики. У 1982 році у дворі церкви встановлено пам'ятник поетові-пісеннику  Нільсу Ферліну з  сигаретою в руці, роботи скульптора  Карла Гете Бейемарка.

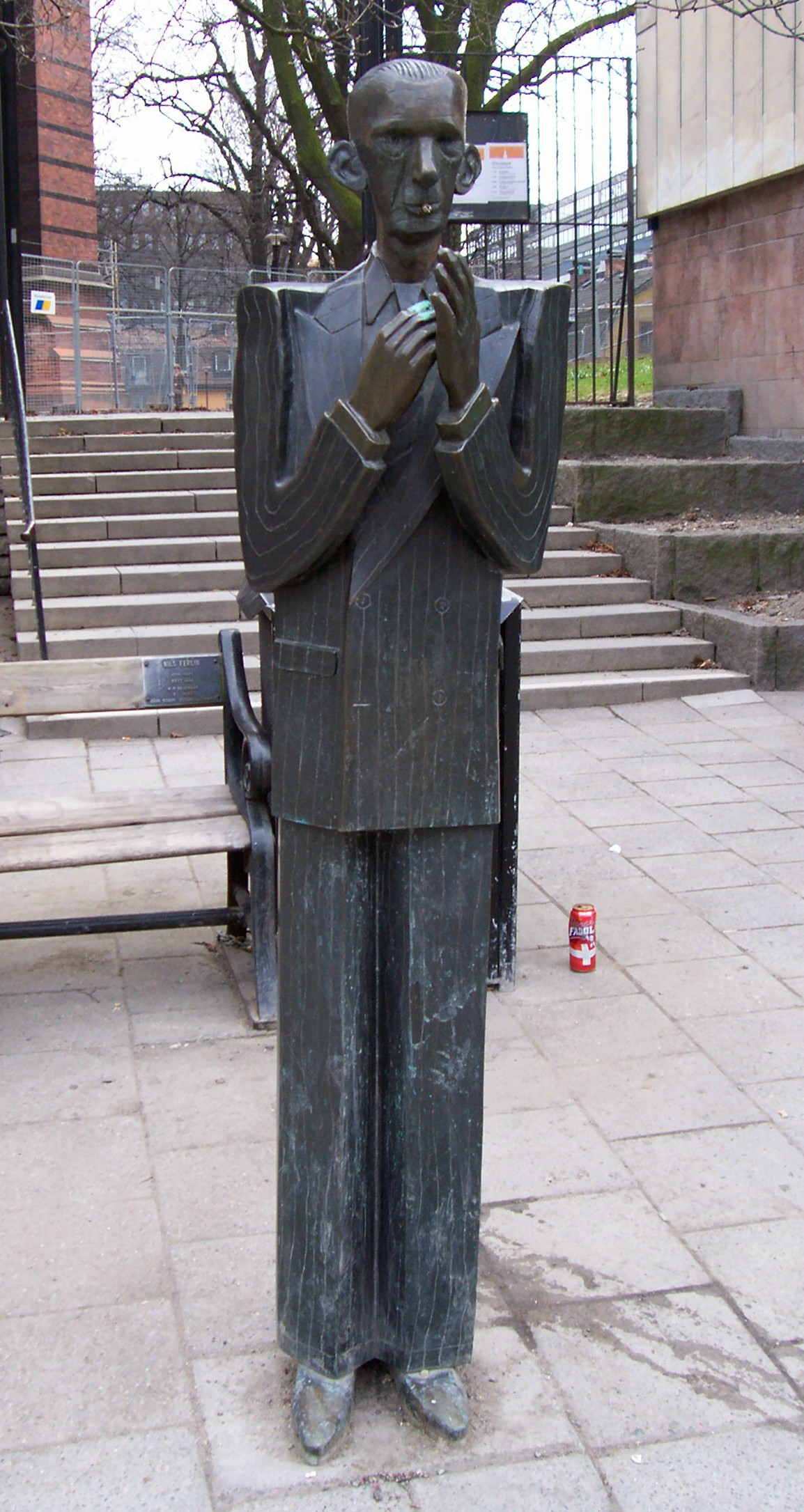
Статуя Нільса Ферліна роботи Карла Гете Бейемарка біля храму, 1982

## Сьогодення
Сьогодні церква Святої Клари є одним з центрів  благодійної діяльності в Стокгольмі. Тут роздають  їжу  бездомним і  біженцям, надають психологічну допомогу  наркоманам, священики церкви опікуються  ув'язненими стокгольмських  в'язниць.

## Галерея

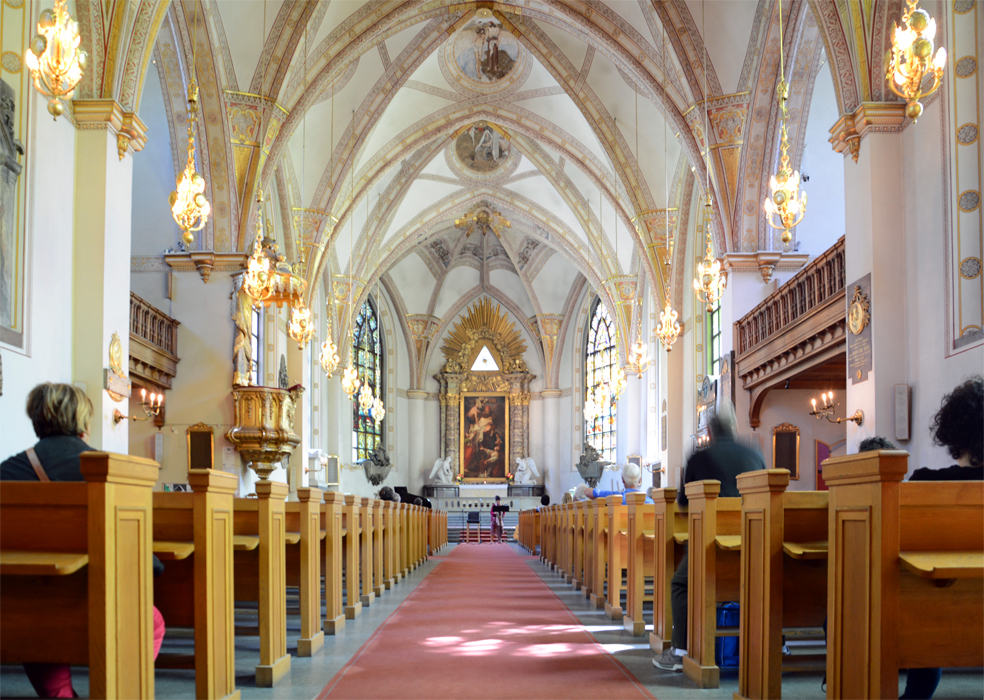
Інтер'єр
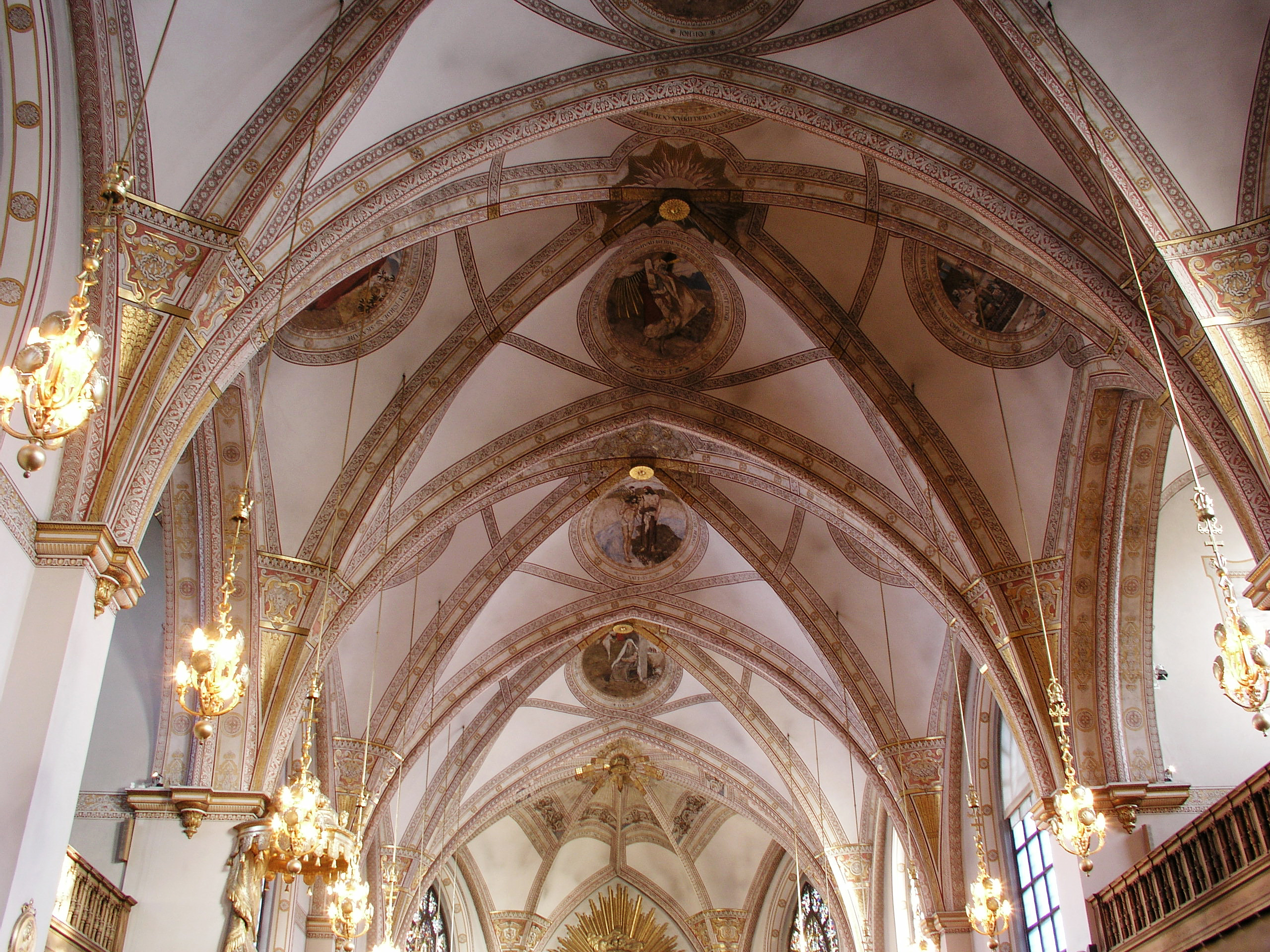
Склепінчаста стеля
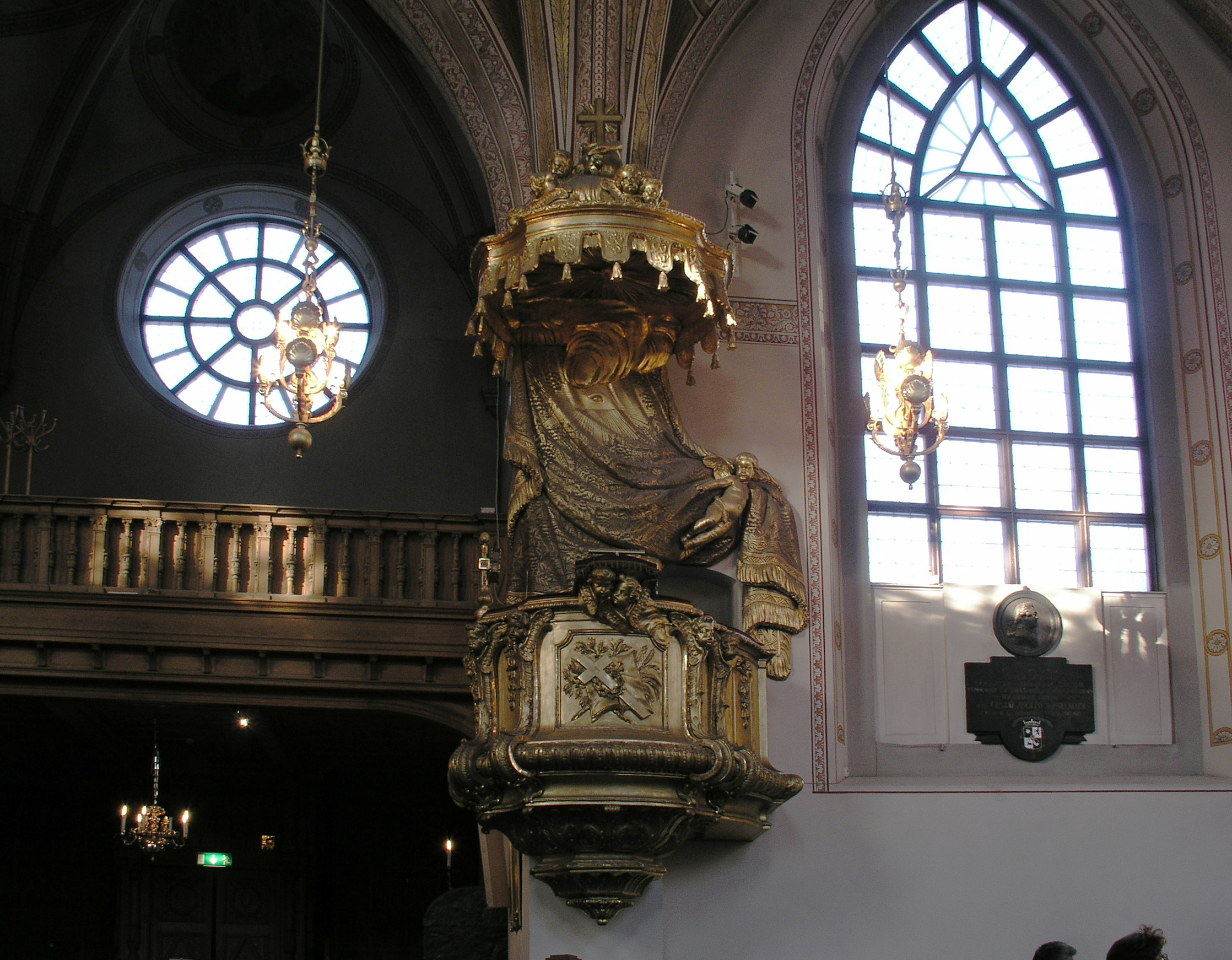
Кафедра
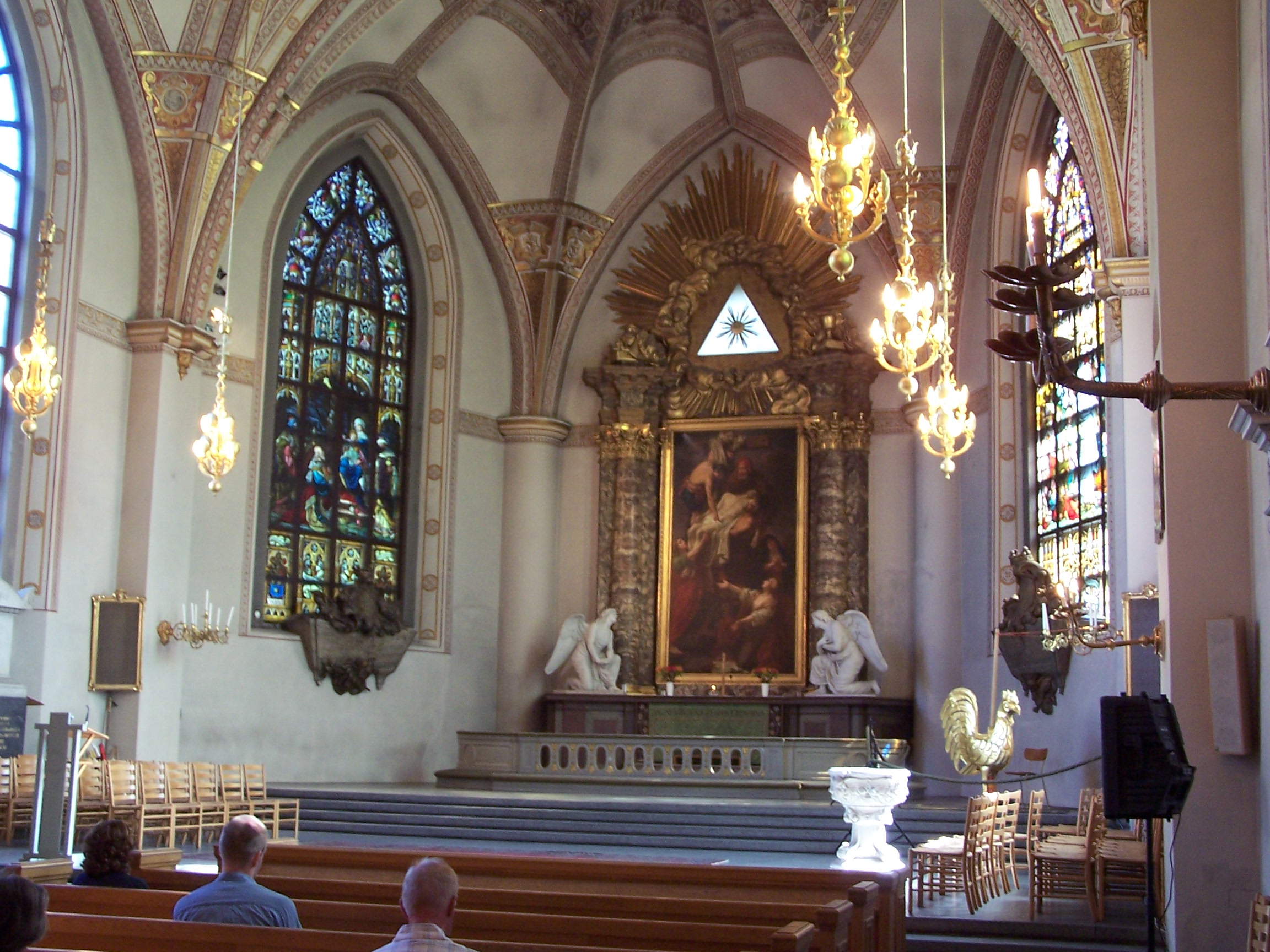
Святилище
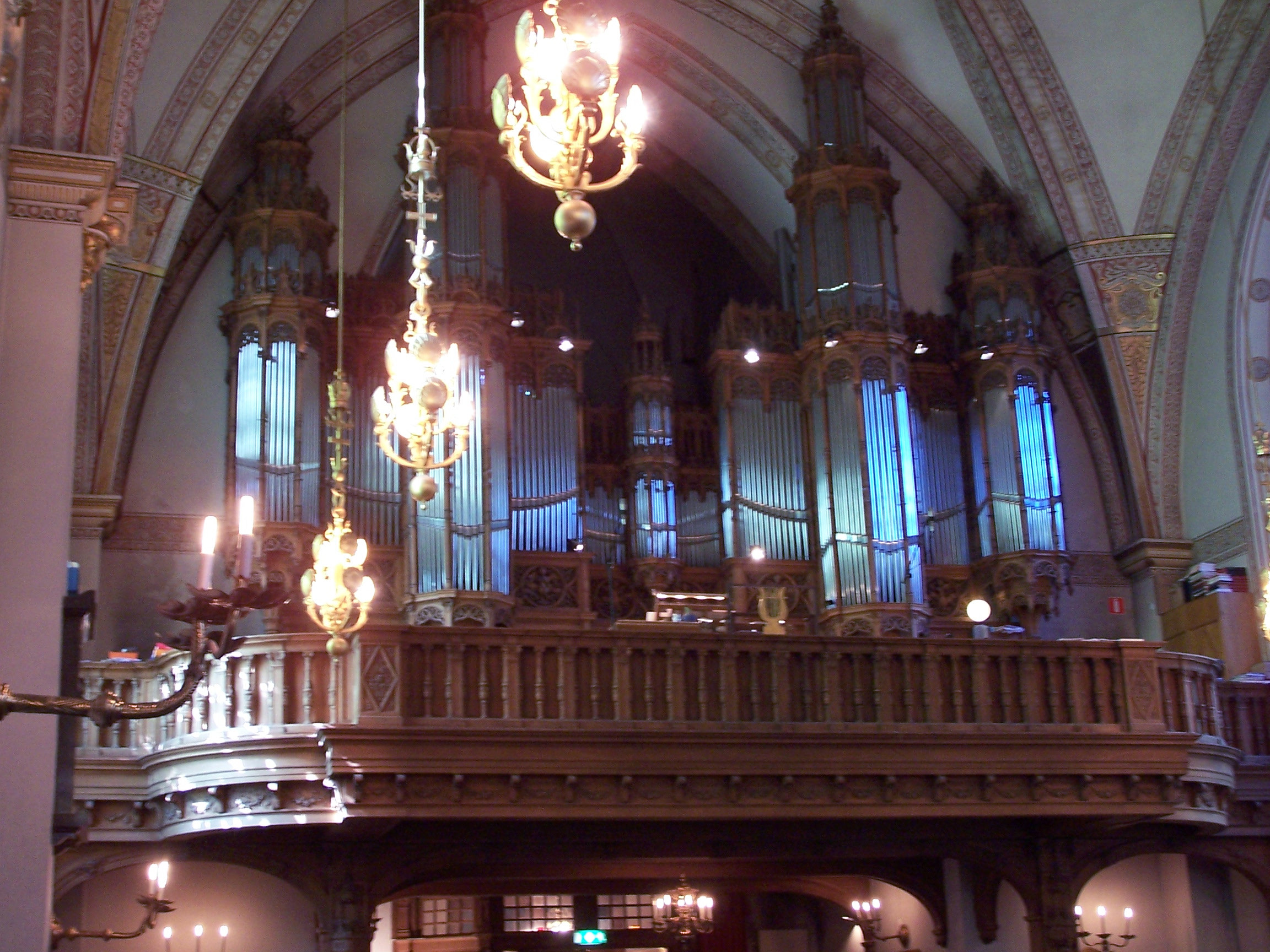
Орган
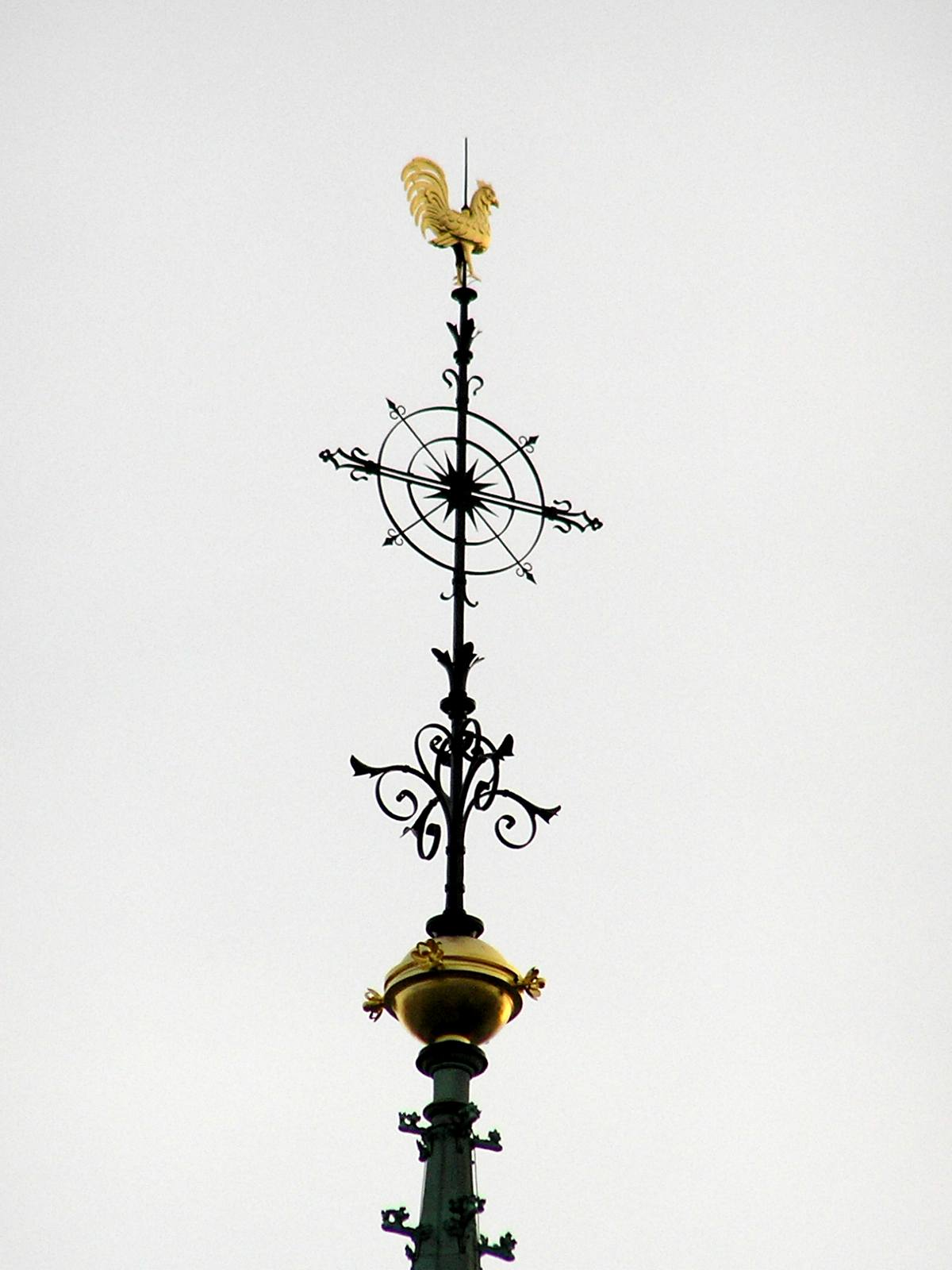
Вежа висотою 116 метрів, увінчана позолоченим півником - найвища в Стокгольмі
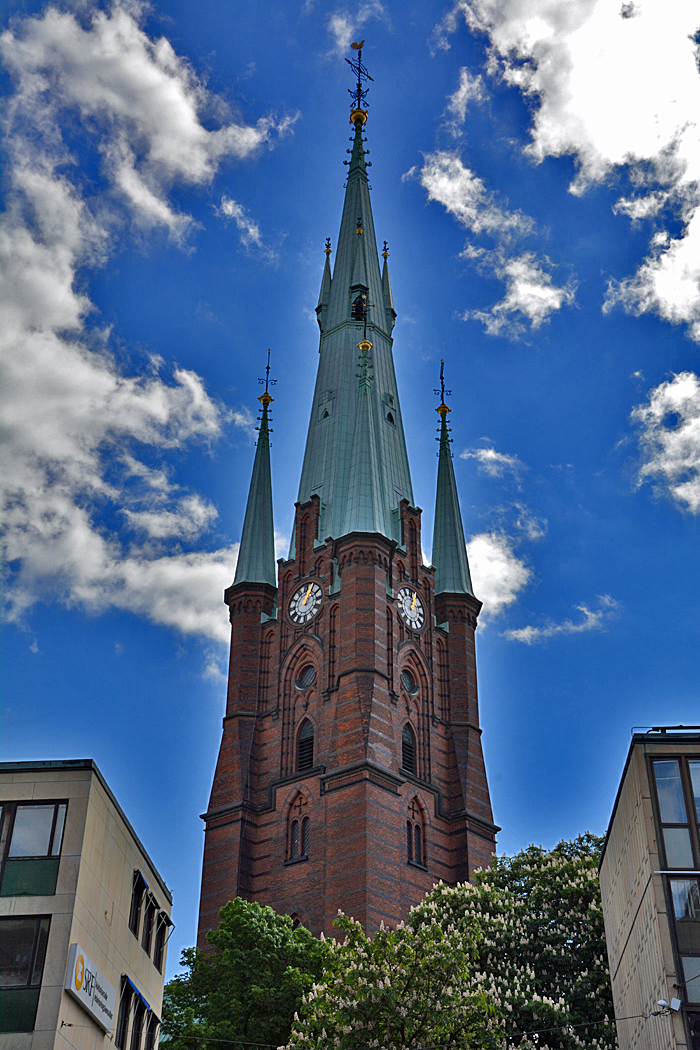
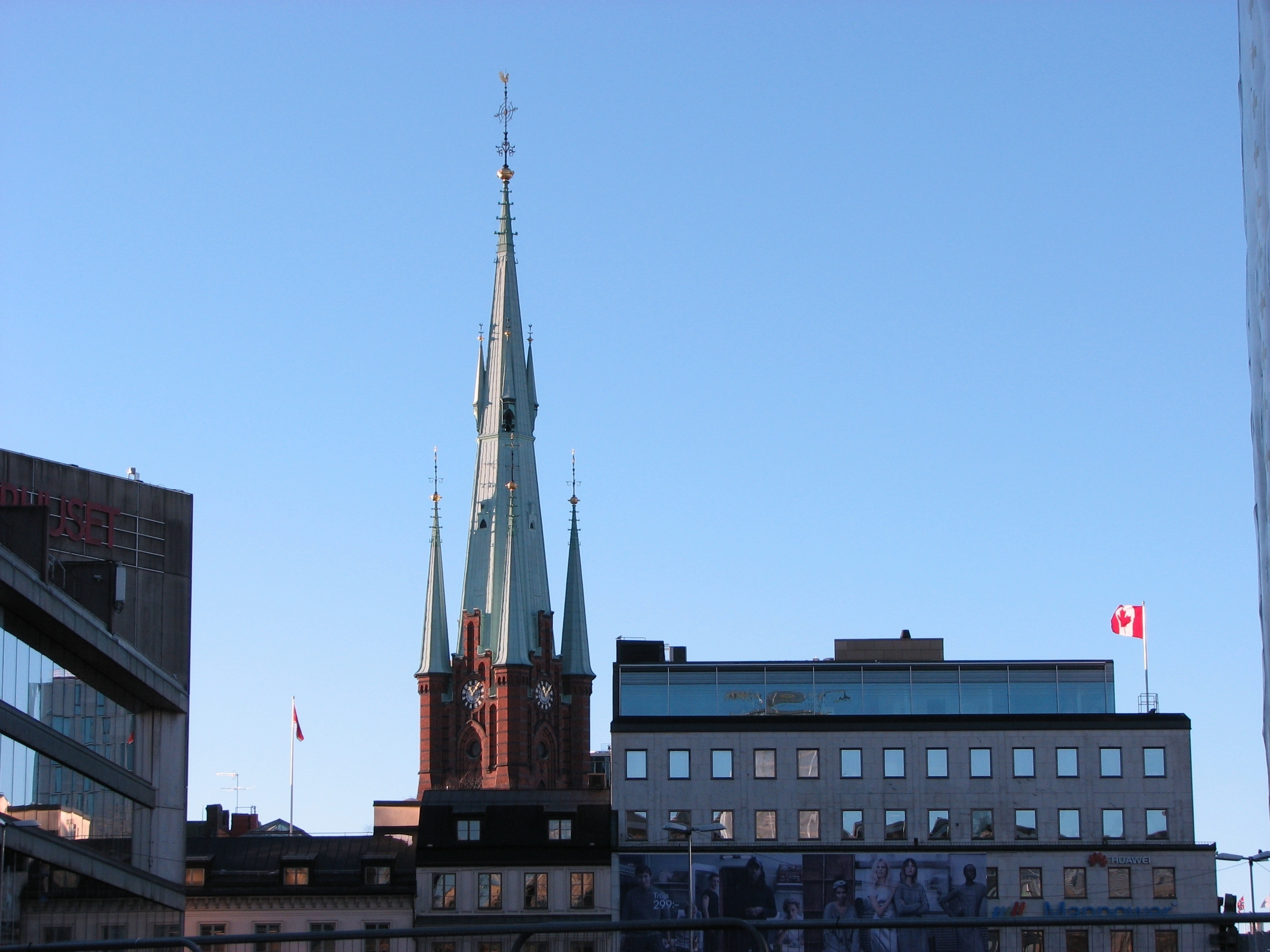
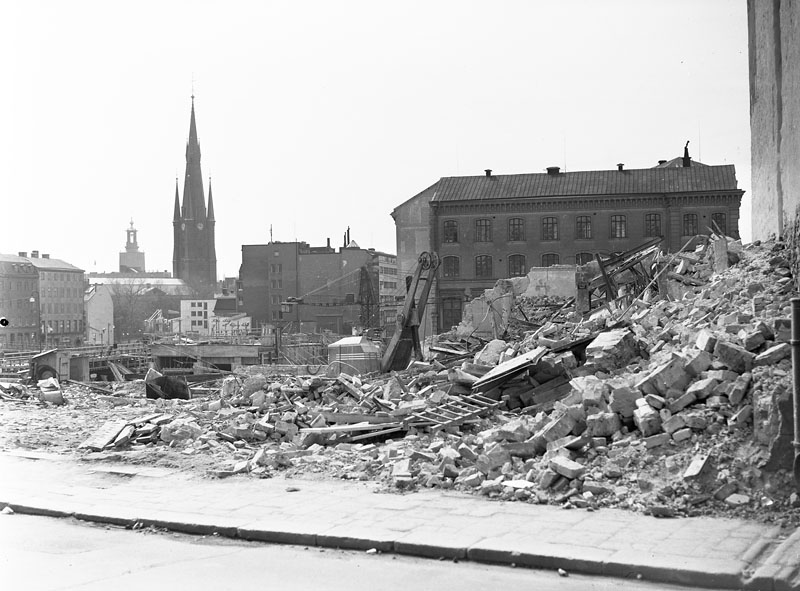
Під час реконструкції центру міста в 1957 році